# Universiteit van Aalborg
De Universiteit van Aalborg (Deens: Aalborg Universitet) is een publieke universiteit in de Deense stad Aalborg. De universiteit werd in 1974 opgericht en telt zo'n 20.000 studenten. Sinds 1995 heeft de universiteit ook een vestiging in Esbjerg en sinds 2005 in Kopenhagen. De universiteit onderscheidt zich van de andere Deense universiteiten door een vorm van probleemgestuurd onderwijs die bekendstaat als het Aalborg-model.
Aalborg ·
Aken ·
Barcelona ·
Belgrado · 
Berlijn · 
Boedapest · 
Boekarest · 
Braunschweig · 
Brno ·
Darmstadt ·
Delft ·
Dresden ·
Dublin ·
Enschede · 
Gdańsk · 
Gent ·
Glasgow · 
Göteborg ·
Graz ·
Grenoble ·
Guildford · 
Haifa ·
Hannover ·
Helsinki ·
Istanboel ·
Karlsruhe ·
Kaunas ·
Lausanne ·
Leuven ·
Lissabon ·
Lissabon NOVA ·
Louvain-la-Neuve ·
Lund · 
Lyon ·
Madrid ·
Milaan ·
Parijs-Saclay ·
Parijs ParisTech ·
Porto ·
Poznań ·
Praag ·
Riga ·
Sheffield · 
Stockholm ·
Stuttgart ·
Tallinn ·
Tomsk ·
Trondheim ·
Turijn ·
Valencia ·
Warschau ·
Wenen ·
Zürich
- Bibsys: 90849139
- CiNii: DA16316841
- Gemeinsame Normdatei: 5285177-1
- International Standard Name Identifier: 0000 0001 0742 471X
- Library of Congress Control Number: no95046921
- Nationale Bibliotheek van Israël: 987007257214705171
- Système universitaire de documentation: 254778186
- Virtual International Authority File: 138923714
- WorldCat: E39QH7JmqQMxT7PPhYCVB4RjRg